# Henry Stimson
Henry Lewis Stimson (New York, 21 september 1867 – Long Island, 20 oktober 1950) was een Amerikaans politicus.

## Loopbaan
Stimson was minister van oorlog in de regering van William Howard Taft van 1911 tot 1913 en gouverneur-generaal van de Filipijnen (1927 tot 1929). Hij werd minister van Buitenlandse Zaken in de regering van Herbert Hoover van 1929 tot 1933 en voor een tweede keer minister van Oorlog van 1940 tot 1945 in de regeringen van Franklin Delano Roosevelt en Harry S. Truman.

## Stimson-doctrine
Na de verovering van Mantsjoekwo door Japan in 1931 lanceerde Stimson de doctrine dat een staat die door een leger is veroverd, niet diplomatiek erkend kan worden.

## Stimson en het Proces van Neurenberg
Binnen de Verenigde Staten was onenigheid over de behandeling en berechting van oorlogsmisdadigers na de Tweede Wereldoorlog. Henry Morgenthau jr., de minister van Financiën, wilde dat oorlogsmisdadigers geïdentificeerd en snel geëxecuteerd werden. Stimson was daarentegen voorstander van een Internationaal Tribunaal. Aan de verdachten moest de aanklacht bekendgemaakt worden, ze hadden het recht om gehoord te worden en konden ter verdediging getuigen oproepen. Deze opzet was verenigbaar met Bill of Rights. Stimson kon deze eis neerleggen doordat het verzamelen van de bewijslast tegen de verdachten onder zijn ministerie viel. Deze eisen zijn uiteindelijk de opzet geworden voor het Proces van Neurenberg.

## De "redder" van Kyōto
Stimson was als minister van Oorlog vanaf 1940 betrokken bij het Manhattanproject, de operatie waarmee de Verenigde Staten tijdens de Tweede Wereldoorlog de atoombom ontwikkelde.
Hij was voorstander van het gebruik van de atoombom tegen Japan, maar verzette zich krachtig tegen de vernietiging van Kyōto, de stad waar hij 30 jaar eerder op huwelijksreis was geweest, maar die bovenaan stond op de zwarte lijst van de legerstaf. Ten slotte werden in augustus 1945 Hiroshima en Nagasaki gebombardeerd. Hij werd onderscheiden met de normaal aan militairen verleende Army Distinguished Service Medal.
- Bibliothèque nationale de France: cb12346232d (data)
- CiNii: DA01468267
- Gemeinsame Normdatei: 11879891X
- International Standard Name Identifier: 0000 0001 0800 7897
- Library of Congress Control Number: n50011364
- National Archives and Records Administration: 10627509
- Bibliotheek van het Japanse parlement: 00526505
- Nationale Bibliotheek van Tsjechië: jo2015895866
- Nationale bibliotheek van Australië: 35832074
- Nationale Bibliotheek van Israël: 987007463618605171
- Nationale Bibliotheek van Polen: a0000003395399
- Nederlandse Thesaurus van Auteursnamen: 071323244
- SNAC: w65q4xdp
- Système universitaire de documentation: 032601131
- Trove: 1107610
- Virtual International Authority File: 61621173
- WorldCat: E39PBJwCYp8bwfBPF6RdJGhPwC

Jefferson ·
Randolph ·
Pickering ·
Marshall ·
Madison ·
Smith ·
Monroe ·
Adams ·
Clay ·
Van Buren ·
Livingston ·
McLane ·
Forsyth ·
Webster ·
Upshur ·
Calhoun ·
Buchanan ·
Clayton ·
Webster ·
Everett ·
Marcy ·
Cass ·
Black ·
Seward ·
Washburne ·
Fish ·
Evarts ·
Blaine ·
Frelinghuysen ·
Bayard ·
Blaine ·
Foster ·
Gresham ·
Olney ·
Sherman ·
Day ·
Hay ·
Root ·
Bacon ·
Knox ·
Bryan ·
Lansing ·
Colby ·
Hughes ·
Kellogg ·
Stimson ·
Hull ·
Stettinius ·
Byrnes ·
Marshall ·
Acheson ·
Dulles ·
Herter ·
Rusk ·
Rogers ·
Kissinger ·
Vance ·
Muskie ·
Haig ·
Shultz ·
Baker ·
Eagleburger ·
Christopher ·
Albright ·
Powell ·
Rice ·
Clinton ·
Kerry ·
Tillerson ·
Pompeo ·
Blinken